# Final Fantasy VII
Final Fantasy VII (ファイナルファンタジーVII Fainaru Fantajī Sebun?) es un videojuego de rol desarrollado y publicado por la empresa Square para la plataforma PlayStation. Publicado en 1997, se trata de la séptima entrega de la serie Final Fantasy y la primera de la saga en presentar gráficos tridimensionales, mostrando personajes completamente renderizados sobre escenarios prerrenderizados. El argumento de Final Fantasy VII se centra en el protagonista Cloud Strife, un mercenario que inicialmente se une al grupo ecoterrorista AVALANCHA para detener el control mundial de la corporación Shinra que está drenando la vida del planeta para usarla como fuente de energía. Conforme la historia avanza, Cloud y sus aliados se ven envueltos en un conflicto que representa una amenaza aún mayor para el mundo, enfrentándose a Sefirot, el antagonista principal del juego.
El desarrollo de Final Fantasy VII comenzó en 1994. El juego fue inicialmente concebido para Super Nintendo Entertainment System, pero su desarrollo fue trasladado a Nintendo 64. Sin embargo, dado que los cartuchos de Nintendo 64 carecían de la capacidad de almacenamiento necesaria; Square decidió publicarlo para el sistema PlayStation en su lugar, ya que utiliza el CD-ROM como soporte de almacenamiento. Final Fantasy VII fue dirigido por Yoshinori Kitase, escrito por Kazushige Nojima y Kitase, y producido por Hironobu Sakaguchi. La música fue compuesta por el veterano de la saga Nobuo Uematsu, mientras que el antiguo diseñador de personajes, Yoshitaka Amano, fue reemplazado por Tetsuya Nomura.
Ayudado de una gran precampaña publicitaria, Final Fantasy VII se convirtió en un éxito de crítica y comercial de inmediato. Fue originalmente lanzado para Sony PlayStation, en 1998 para Microsoft Windows, en 2009 para PlayStation Network, en 2012 para descarga digital en PC, y en 2013 para Steam. En 2014, fue publicado para dispositivos iOS y Android a través del servicio exclusivo japonés "Dive In" aunque en iOS se publicó también a nivel mundial el 19 de agosto de 2015. El 5 de diciembre de 2015 se lanzó para PlayStation 4 aunque, en lugar de ser la versión original de PlayStation, se trata de una adaptación de la versión original para Microsoft Windows. Ha continuado vendiendo sólidamente con 13.9 millones de unidades contabilizadas a nivel mundial hasta marzo de 2022, convirtiéndolo en el título más vendido de la franquicia. Final Fantasy VII fue alabado por sus gráficos, sistema de juego, música e historia. La crítica se centró principalmente en arremeter contra su localización al inglés, sobre la que se realizaron las traducciones a otros idiomas que tampoco estuvieron exentas de crítica.
Ha sido reconocido de manera retrospectiva como el juego que popularizó los videojuegos de rol japoneses fuera de su mercado natal, y por contribuir fuertemente al éxito de PlayStation. Ha sido frecuentemente posicionado entre los mejores juegos de la historia en diversas listas de videojuegos. La popularidad del juego provocó que Square produjera una serie de secuelas y precuelas englobadas en una recopilación de material multimedia conocida como Compilation of Final Fantasy VII.
Tras una década de rumores y especulaciones, una nueva versión en alta definición completamente rehecha del juego fue anunciada en la Electronic Entertainment Expo 2015 para PlayStation 4, además de otras plataformas aún por confirmar. El desarrollo de esta adaptación correría a cargo del productor, director y escritor originales; Yoshinori Kitase, Tetsuya Nomura y Kazushige Nojima, respectivamente.
Durante la E3 2019, se presentó el adelanto del juego Final Fantasy VII Remake, con todos los gráficos remasterizados y un nuevo sistema de juego, finalmente publicándose el 10 de abril de 2020.

## Sistema de juego
Al igual que las anteriores entregas de Final Fantasy, Final Fantasy VII se compone principalmente de tres apartados: un mapamundi, escenarios locales y una secuencia de batalla. El mapa del mundo es un modelo tridimensional, mostrando una escala reducida del mundo ficticio del juego, a través del cual el jugador puede viajar entre distintas localizaciones del juego. Al igual que las anteriores entregas el mapa del mundo puede ser atravesado a pie, montado en chocobos y en dirigible o en transporte marítimo (en este caso, el submarino y un avión pueden ser usados como barco). Además incluye un medio de transporte adicional, un buggy.
En los escenarios locales, los personajes están superpuestos sobre entornos escalados de forma realista, tratándose de un escenario bidimensional prerenderizado que representa lugares como pueblos o bosques. Inicialmente el área de juego se restringe a la ciudad de Midgar; pero conforme el juego avanza, el mundo entero acaba por volverse accesible. El progreso de la línea argumental se desarrolla en gran parte por medio de secuencias escritas, aunque también se utilizan cinemáticas prerenderizadas.

### Sistema de batalla
Las batallas, que o bien se producen aleatoriamente en el mapa o se desencadenan mediante ciertos eventos, enfrentan al grupo del jugador contra uno o más enemigos. Ganar la batalla al derrotar a todos los enemigos conlleva adquirir experiencia, gil, y elementos. Sin embargo, si todos los miembros del grupo quedan simultáneamente fuera de combate o son incapaces de continuar la batalla (al ser petrificados, por ejemplo), el juego acaba y el jugador debe reanudar la partida desde el último punto de guardado. La escena de batalla es una representación del área en 3D, como el interior de un edificio o un prado, en la cual el jugador dirige a los personajes en batallas contra enemigos controlados por la CPU. Mientras que los personajes presentan una estética super deformed en los escenarios por donde se desplazan, los modelados de los personajes lucen un aspecto más realista y proporcionado en los combates. Final Fantasy VII es el primer juego de la saga en presentar modelos de los personajes completamente renderizados con polígonos, en vez de hacerlo con sprites bidimensionales. Durante las secuencias de batalla, el juego utiliza el recurrente sistema de "Batalla de tiempo activo" (BTA) utilizado por primera vez en Final Fantasy IV. A diferencia de juegos anteriores de la saga que permitían participar a cuatro o cinco personajes jugables en combate, Final Fantasy VII sólo permite tres personajes por batalla al mismo tiempo.
El sistema de habilidades en Final Fantasy VII se basa en el uso de la Materia —orbes mágicos que se componen de energía Mako condensada (la forma de energía del planeta), que se colocan en ranuras especiales en las armas y armaduras, permitiendo al jugador personalizar las habilidades de su grupo para usar magia, invocaciones, y habilidades especiales. La Materia está dividida en cinco categorías; Materia verde o de magia para conjurar hechizos ofensivos y defensivos, Materia amarilla o de comando que otorga nuevas habilidades, Materia roja o de invocación que permite al personaje invocar monstruos, Materia morada o independiente que proporciona un incremento en los atributos del personaje que la lleve equipada, y Materia azul o de apoyo que mejora a otra Materia cuando se colocan en ranuras conectadas (por ejemplo, enlazando la Materia Hielo con la Materia Todos permite al personaje atacar a todos los enemigos simultáneamente al conjurar Hielo). Sin embargo, la mayoría de Materia basada en magia disminuye los atributos físicos del personaje que la lleve equipada. Al igual que los personajes, la Materia puede subir de nivel con experiencia, desbloqueando habilidades y funcionalidades más fuertes, llegándose a crear nueva Materia una vez haya alcanzado el máximo nivel. Las invocaciones se presentan en el juego, equipables con Materia, mediante ataques con elaboradas animaciones. Una versión modificada de los Ataques Desesperados de Final Fantasy VI aparecen en Final Fantasy VII rebautizados como «Límite». Cada personaje jugable dispone de una barra que va llenándose gradualmente conforme va sufriendo daños en la batalla. Cuando la barra está completamente llena, el personaje es capaz de desencadenar su Límite, un ataque especial que generalmente inflige un daño significativamente mayor en los enemigos que los ataques normales, o en su defecto ayudan al grupo en la batalla. A diferencia de la Materia, cada personaje tiene su propio conjunto único de Límites; los cuales se dividen en cuatro niveles de intensidad, aunque uno de los personajes, Cait Sith, dispone solo de dos.

## Argumento
Se hace uso de los nombres de la versión original al español.

### Contexto
El marco donde se desarrolla el juego es similar al de Final Fantasy VI en el sentido de que el mundo del juego tiene una tecnología considerablemente más avanzada que las primeras cinco entregas de la serie. En general, la tecnología y la sociedad del juego se aproxima a la de un entorno de ciencia ficción industrial o postindustrial. El mundo de Final Fantasy VII, referido en el juego como "El Planeta" aunque retroactivamente bautizado como Gaia, está compuesto principalmente de tres grandes continentes. En el continente oriental se ubica la ciudad de Midgar, una metrópolis industrial que sirve como ciudad capital además de albergar a la sede de la compañía de energía eléctrica Shinra, que funciona como la mayor parte del gobierno mundial de facto del planeta. Otras localizaciones del mismo continente son Junon (principal base militar de Shinra), Fuerte Cóndor (una fortaleza con un enorme cóndor cubriendo la parte superior de un reactor de Mako), la granja Chocobo y Kalm (una pequeña ciudad inspirada en la Europa medieval).
En el continente occidental se ubica el parque de atracciones Gold Saucer (quedando la Prisión de Corel situada debajo), Costa del Sol (una ciudad costera de vacaciones), Gongaga (una pequeña ciudad que contiene los restos de un reactor de Mako destruido), Nibelheim (un pueblo que reside en la base del Mt. Nibel), Ciudad Cohete (la ubicación del lanzamiento fallido de un cohete de Shinra al espacio), y Cañón Cosmo.
La tribu que habita en Cañón Cosmo enfatiza la armonía de la vida con la naturaleza y se dedican al bienestar del planeta. Su asentamiento cuenta con un observatorio y sirve como un centro de investigación para los que desean participar en una filosofía conocida como el "Estudio de la vida del Planeta", un estilo de vida que fomenta la deferencia por la naturaleza y enseña que el planeta tiene vida y energía en su ser.
Wutai, un pueblo inspirado en la China y el Japón premodernos, se halla en una gran isla del continente occidental. El continente situado más al norte es una masa de tierra llena de glaciares, y entre sus pocos asentamientos se incluyen Ciudad Huesos (un sitio de excavación), Iciclos (una ciudad de vacaciones de esquí), la mítica "Ciudad de los Ancianos", y la Cueva del Norte, donde tiene lugar el clímax del juego. También hay lugares bajo el mar accesibles solo por submarino; como por ejemplo, un portaaviones de Shinra hundido.

### Personajes
Los nueve principales personajes jugables en Final Fantasy VII son Cloud Strife, un mercenario que afirma haber sido un antiguo miembro de primera clase de la unidad SOLDADO de Shinra; Tifa Lockhart, una artista marcial y miembro del grupo rebelde anti-Shinra AVALANCHA, además de ser una amiga de la infancia de Cloud; Barret Wallace, el líder de AVALANCHA; Aeris Gainsborough—transliterado en retrospectiva para otras traducciones como Aerith—, una vendedora de flores que ha sido perseguida por la unidad de operaciones especiales de Shinra, los Turcos, desde su infancia; Red XIII, una sabia criatura con forma de león con la que los científicos de Shinra experimentaron; Cait Sith un robótico gato adivino que monta sobre un muñeco de Moguri móvil; Cid Highwind, un piloto cuyo sueño de ser el primer hombre en el espacio exterior nunca se cumplió; Yuffie Kisaragi, una joven ninja y habilidosa ladrona; y Vincent Valentine, un antiguo miembro de la unidad de los Turcos de Shinra, con quien experimentaron 30 años antes de los acontecimientos del juego. El antagonista principal del juego es Sefirot—adaptado del original Sephiroth—, un antiguo miembro de SOLDADO que reapareció varios años tras habérsele dado por muerto.

### Historia
La historia de Final Fantasy VII comienza con la unión de Cloud a AVALANCHA, liderada por Barret, cuya misión es evitar que Shinra drene la Corriente Vital del planeta, en una serie de asaltos hacia los reactores Mako, alrededor de la ciudad de Midgar. Aunque la primera misión concluye con éxito, AVALANCHA queda atrapada en otro reactor durante el segundo asalto. El reactor explota, lanzando a Cloud hacia los niveles inferiores de Midgar, a los suburbios. Este cae en una zona llena de flores, dentro de una iglesia, donde formalmente es presentada Aeris. Impulsado por la llegada de Los Turcos de Shinra, enviados a capturar Aeris, Cloud acepta ser el guardaespaldas de Aeris y la defiende de Los Turcos. Después de reunirse con Tifa, también miembro de AVALANCHA, en el sector 7; se infiltran en la mansión del líder de la delincuencia del Sector 6, Don Corneo. El grupo se entera de que Shinra ha descubierto la ubicación del escondite de AVALANCHA y planea colapsar la plataforma superior del Sector 7 sobre los suburbios. Shinra destruye el Sector 7, matando de paso a gran parte de su población y tres miembros de AVALANCHA. Los Turcos capturan a Aeris, tras revelarse que ella es la última sobreviviente de los «Cetra», (también llamados Ancianos) una raza en sintonía cercana con el planeta, y que anteriormente se creía completamente extinta. El presidente de Shinra cree que Aeris puede llevarlo a la «Tierra Prometida», una tierra mítica de fertilidad, donde espera encontrar abundante energía Mako.
Los miembros restantes de AVALANCHA deciden infiltrarse en la sede de Shinra para rescatar a Aeris. Después de liberarla a ella y a Red XIII, ellos escapan mientras la mayoría del personal en el edificio Shinra, incluido el presidente, fueran asesinados. Cloud sospecha que Sefirot, un hombre que presumiblemente estaba muerto, está detrás del atentado; sospechas confirmadas por un ejecutivo que alega haber presenciado cómo Sefirot asesinaba al presidente y le decía que él nunca permitiría a Shinra reclamar la Tierra Prometida. El equipo también se entera de que durante el ataque de Sefirot en Shinra, el cuerpo sin cabeza de una criatura llamada «Jénova» desapareció del edificio del centro de investigación. Mientras el hijo del presidente, Rufus Shinra, asume el control de la empresa, AVALANCHA persigue a Sefirot a través del planeta, temiendo a que sus intenciones sobre la «Tierra Prometida» puedan ser más destructivas que las de Shinra. Al grupo más adelante se les acaban uniendo cuatro miembros más: Yuffie, Cait Sith, Vincent y Cid. Durante el transcurso de la historia cada miembro del grupo trata de quedar en paz con los conflictos personales de su pasado. Finalmente el alcance completo del plan de Sefirot es revelado: si el planeta es dañado significativamente, su Corriente Vital interna se concentrará en un intento de sanar la herida. Sefirot pretende utilizar un poderoso hechizo llamado Meteorito para herir gravemente al planeta, incitando una reacción en la Corriente Vital para salvaguardar el planeta. Sefirot luego podría fusionarse con la totalidad de la energía del planeta, permitiéndole renacer como un dios y gobernador del planeta.
En un templo antiguo creado por los Cetra, AVALANCHA intenta acabar con el plan de Sefirot tomando la Materia Negra, necesaria para activar Meteorito, pero Sefirot muestra un misterioso poder sobre Cloud, forzándolo a entregársela. Temiendo que Sefirot podría invocar a Meteorito, Aeris se pone en marcha para detenerlo por su cuenta. AVALANCHA la sigue al continente del norte, donde entran en la antigua ciudad de los Ancianos. Tras encontrar a Aeris en pleno rezo, Sefirot comienza afectar el comportamiento de Cloud, e intenta obligarlo a matarla. Cloud se resiste a las órdenes de Sefirot, así que Sefirot aparece y mata a Aeris.
Después, de poner su cuerpo en reposo sobre un lago como forma de darle sepultura, el grupo se decide ir a derrotar a Sefirot.
Cloud, sin embargo, comienza a dudar de su capacidad de controlar sus propias acciones. Influenciado por Sefirot, Cloud pone en duda sus recuerdos e insiste que no es realmente un humano, sino un modelo creado a partir de la materia genética de Jénova por el profesor Hojo. Jénova era una criatura interestelar que chocó contra el planeta aproximadamente 2000 años antes de los acontecimientos del juego. Jénova había tenido la intención de infectar a todos los organismos vivientes del planeta con un virus que induce a la locura y transformaciones monstruosas; entre sus víctimas estuvieron la mayoría de los Cetra. Intentando defenderse a sí mismo, el planeta creó monstruos gigantes llamados "ARMA". La mayoría de humanos huyeron en vez de luchar contra Jénova, sin embargo, un pequeño grupo de Cetra supervivientes lograron derrotar y confinar a Jénova. Finalmente, los restos de Jénova fueron descubiertos por el Profesor Gast, investigador de la Corporación Shinra. Confundiendo a la criatura como un Cetra, Gast dio autorización para llevar a cabo un experimento para producir un Cetra artificialmente mediante la combinación de las células de Jénova con el feto de un niño no nacido. Sefirot se enteró de que él era el producto de este experimento durante una misión en la ciudad natal de Cloud y Tifa, Nibelheim. Él llegó a la conclusión de que era un Cetra que se había producido exclusivamente a partir de la materia genética de Jénova. Él quemó Nibelheim, con la intención de matar a todos los descendientes de aquellos que creía que habían abandonado a sus antepasados en defensa del planeta. Cloud confrontó a Sefirot durante esta masacre, después Sefirot desapareció bajo circunstancias desconocidas y fue dado por muerto hasta su reaparición en el edificio de Shinra. Cuando viaja AVALANCHA hacia el Cráter del Norte para hacer frente a Sefirot, este hace creer a Cloud que no se encontraba realmente en Nibelheim en el momento de los acontecimientos, mostrándole imágenes de un SOLDADO con el cabello oscuro que ocupa el lugar de Cloud en su memoria. Con Tifa sin poder refutar lo que dice Sefirot, Cloud le entrega la Materia Negra a Sefirot, lo que le permite invocar a Meteorito. Esto, a su vez da lugar al despertar de las ARMA. Durante el terremoto que ocurre, Cloud se separa de sus compañeros y cae en la Corriente Vital.
Mientras el Meteorito invocado por Sefirot se acerca lentamente al planeta, la Corporación Shinra centra sus esfuerzos en proteger a la humanidad de las ARMA. Mientras tanto, los miembros de AVALANCHA obtienen la aeronave de Cid, el «Viento Fuerte», y comienza la búsqueda de Cloud. Ellos lo encuentran en un estado catatónico en una «isla enfermería» donde acaba tras la invocación de Meteorito'. La actividad destructiva de las ARMA provoca una apertura en la isla, depositando a Cloud y a Tifa en la Corriente Vital, donde al fin se reconstruye la memoria de Cloud y comprende la verdad sobre su pasado. Se reveló que Cloud nunca logró unirse a SOLDADO, y que el SOLDADO de pelo oscuro de sus recuerdos fue realmente el primer amor de Aeris y el mejor amigo de Cloud, Zack Fair. Zack, Tifa, y Cloud habían luchado durante el último ataque de Sefirot a Nibelheim. Aunque Tifa y Zack fueron derrotados, Cloud y Sefirot se hirieron gravemente el uno al otro. Después de decapitar a Jénova, Sefirot es lanzado a la Corriente Vital por Cloud, llevándose la cabeza de la criatura con él. En vez de morir, su cuerpo y su conciencia se cristalizó en energía Mako dentro del cráter de Jénova.
Cloud y Zack se encontraban entre los heridos supervivientes que fueron detenidos por Shinra como parte de un encubrimiento de la masacre de Sefirot. El Profesor Hojo sometió a estos supervivientes a un experimento, haciéndoles las mismas mejoras que a los miembros de SOLDADO, un procedimiento que incluye duchas con Mako, y la inyección de células de Jénova. Todos excepto Zack entraron en un estado de coma, y casi cuatro años más tarde, Zack dio fin a su confinamiento, llevándose a Cloud con él. Sin embargo, las células alienígenas que habitan en el cuerpo de Cloud también permitieron a Sefirot controlar su comportamiento. Además, la capacidad de duplicar la información de las células permitió a la mente de Cloud construir una personalidad falsa en torno a la conducta de Zack, que lo llevó a creer que había sido SOLDADO de 1ª Clase en Nibelheim. Zack fue asesinado a las afueras de Midgar por soldados de Shinra después de salvarle la vida a Cloud; durante los últimos momentos de vida de Zack, le dice a Cloud que viva por ambos. Después, Tifa descubrió a Cloud, que llevaba un uniforme de 1ª clase que Zack le había dado, y le ofreció un trabajo con AVALANCHA.
Tras despertar Cloud, el grupo se entera de que Aeris, en sus últimos momentos, estaba invocando el hechizo Sagrado con la Materia Blanca, el único medio de oponerse a Meteorito. Aunque lo hizo con éxito, Sefirot impidió que el hechizo se manifestara. Tomando la decisión de proteger a la humanidad de las ARMA antes de ir tras Sefirot, Shinra y AVALANCHA destruyen a las ARMA, aunque casi todos los ejecutivos de Shinra mueren en el proceso. Entre los pocos supervivientes se encuentra Reeve Tuesti, que revela ser el arrepentido controlador de Cait Sith, y el Profesor Hojo, que se revela como el padre biológico de Sefirot. Explica que él y su esposa fueron los asistentes al Profesor Gast, y ofreció su niño no nacido como una prueba sujeta a la investigación con Jénova. Después de enterarse de que Hojo está tratando de ayudar a Sefirot a dominar la Corriente Vital, AVALANCHA acaba con él. Cloud les hace reflexionar a su equipo para que vayan y encuentren la razón por la que están luchando, antes de comenzar el asalto final contra Sefirot. Con cada uno de los miembros del grupo de Cloud en paz con su pasado, el grupo viaja a través del cráter del Norte al núcleo del planeta. Ellos derrotan a Sefirot y liberan a Sagrado, pero el hechizo no es capaz de destruir a Meteorito por sí solo. Seleccionado como objetivo de Meteorito, Midgar queda casi completamente destruido. Sin embargo, la Corriente Vital del planeta aumenta para ayudar a Sagrado en la destrucción de Meteorito. Durante el epílogo, que toma lugar 500 años después de los acontecimientos del juego, Red XIII corre a través de un cañón con dos cachorros a su lado. Se para frente a un acantilado, y se muestra una tierra de vegetación exuberante donde la destruida Shinra y Midgar estuvieron una vez.

## Desarrollo

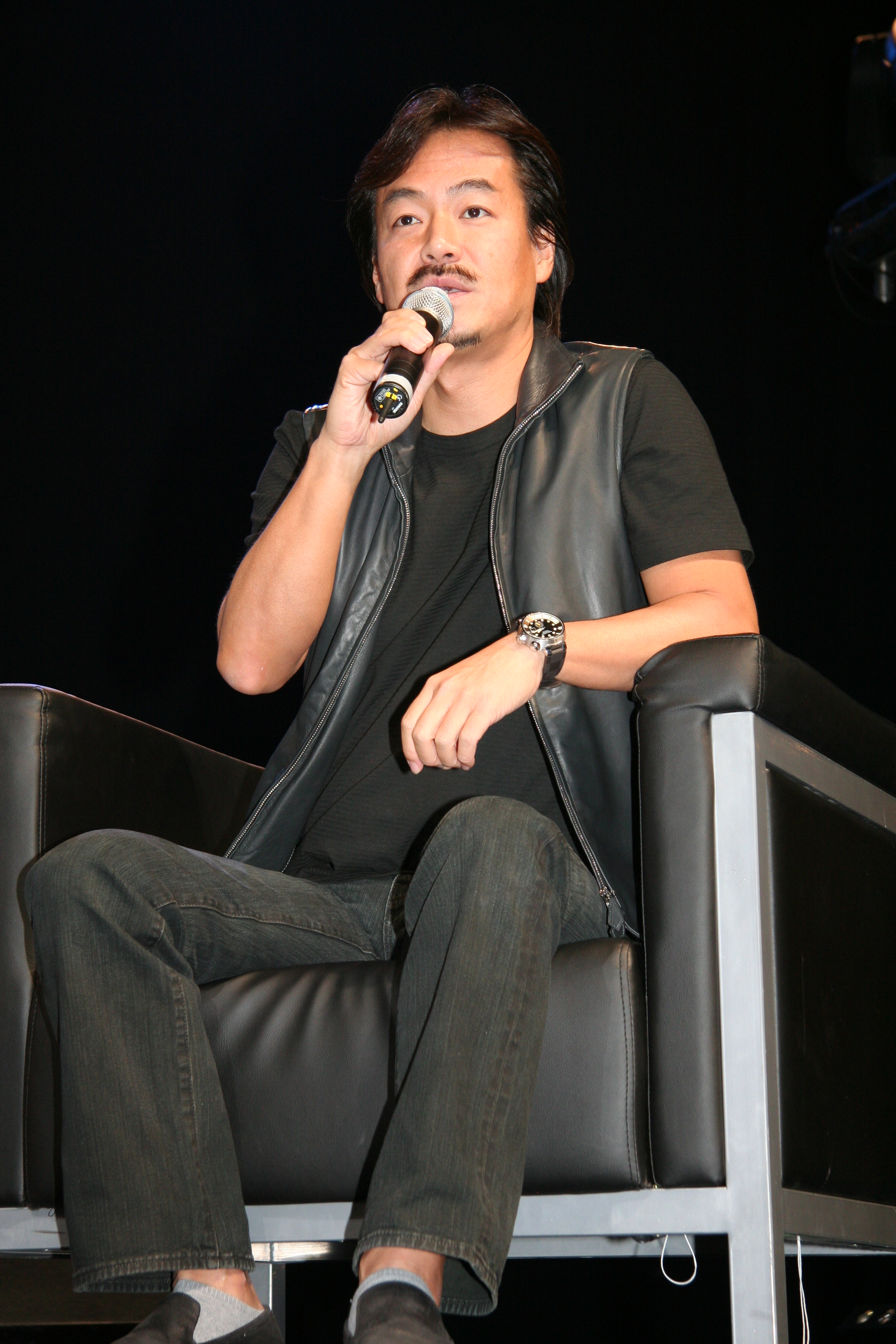
Hironobu Sakaguchi, creador de la serie Final Fantasy.

Los primeros planes de desarrollo del comenzaron en 1994 tras el lanzamiento de Final Fantasy VI. En ese momento, se pretendía que el juego fuera otro proyecto bidimensional para SNES.
El creador de la saga, Hironobu Sakaguchi, planeó originalmente que la historia tuviera lugar en Nueva York en el año 1999, de forma que el guion original de Final Fantasy VII, que fue escrito por Sakaguchi, acabó siendo completamente diferente al del producto final. Tetsuya Nomura recordaba como Sakaguchi "quería hacer algo así como una historia de detectives." La primera parte de la historia presentaba a un temperamental personaje llamado "Detective Joe" que iba en búsqueda de los personajes principales, después de que hubieran volado la ciudad de Midgar, la cual ya había sido presentada en la historia. La versión final fue escrita por Kazushige Nojima y Yoshinori Kitase, basándose en la historia de Sakaguchi y Nomura. Más tarde, Masato Kato se involucró en el proyecto y escribió tres escenas para el juego.
Sin embargo, muchos miembros del equipo de desarrollo estaban trabajando paralelamente en Chrono Trigger, y el desarrollo de Final Fantasy VII se interrumpió cuando el otro proyecto cobró la suficiente importancia como para requerir la ayuda de Kitase y otros diseñadores. Algunas de las ideas que se concibieron originalmente para Final Fantasy VII acabaron plasmándose, en última instancia, en Chrono Trigger. Otras ideas, como la de situar la historia en Nueva York o la de incluir una bruja como personaje, Edea, quedaron en desuso hasta la posterior llegada de los proyectos de Parasite Eve y Final Fantasy VIII respectivamente.

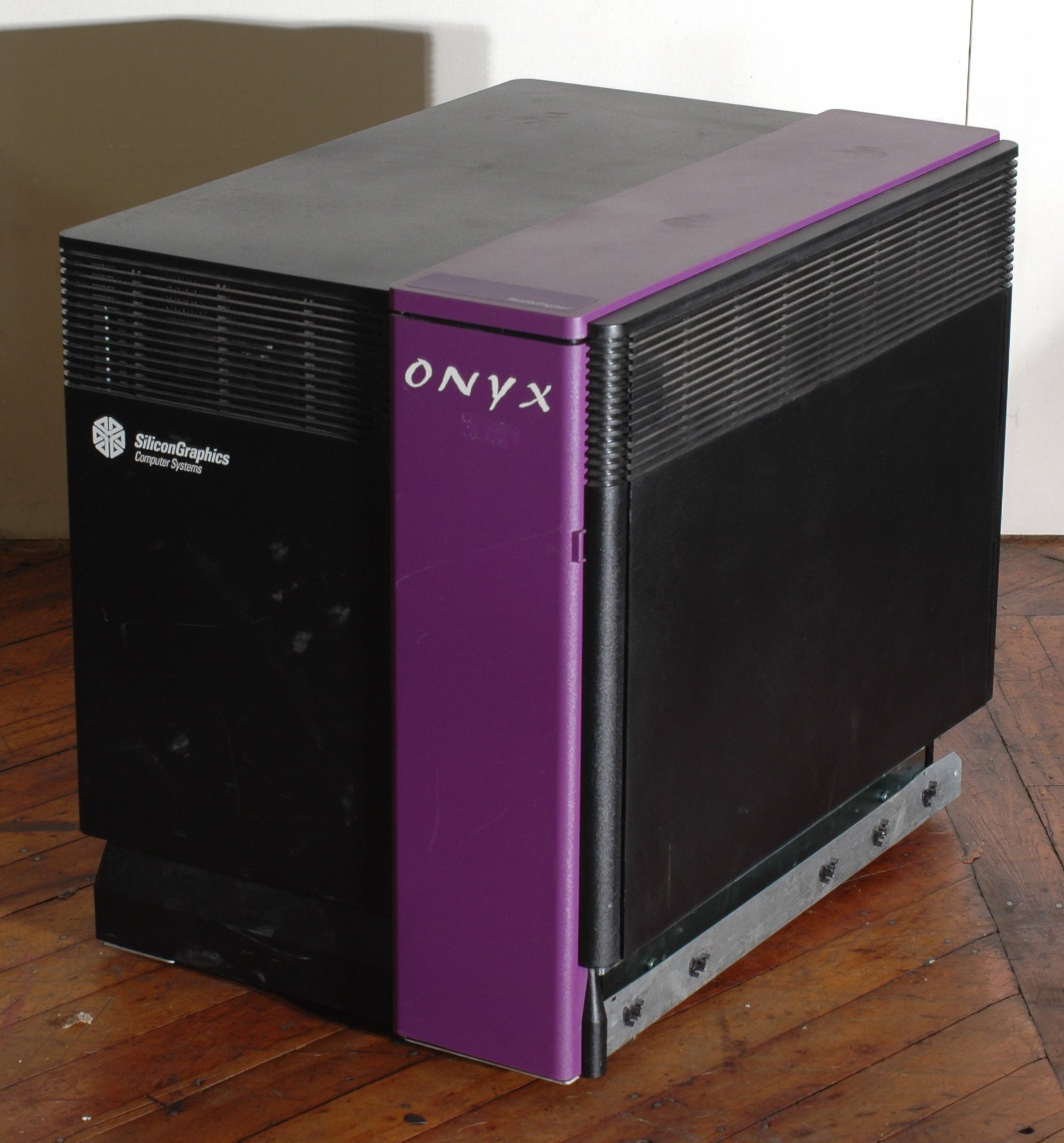
La estación de trabajo «Onyx».

El desarrollo se reanudó a finales de 1995, y requirió los esfuerzos de aproximadamente 120 artistas y programadores, usando el software de PowerAnimator y Softimage 3D. El grupo trabajó conjuntamente desde Japón y la nueva oficina estadounidense de Square en Los Ángeles, siendo el equipo estadounidense el principal responsable de la creación de los entornos de las ciudades. La creación del videojuego fue la más cara de su época, con un presupuesto de desarrollo de alrededor de 45 millones de dólares estadounidenses, equivalentes a 67 millones de dólares en 2015. A Kitase le preocupaba que la franquicia pudiera quedarse atrás si no conseguía ponerse al día con los gráficos tridimensionales tal como se había hecho en otros videojuegos, y la producción comenzó tras completar una corta y experimental demo técnica llamada Final Fantasy SGI para la estación de trabajo «Onyx» de Silicon Graphics. La demo presentaba personajes renderizados en 3D poligonales de Final Fantasy VI en batalla a tiempo real. Este experimento llevó al equipo de desarrollo a integrar estas mecánicas de diseño en Final Fantasy VII. Sin embargo, debido a la gran cantidad de datos en movimiento, sólo el formato CD-ROM tenía la capacidad suficiente para albergar las necesidades del proyecto. Nintendo, para la que Square había desarrollado los títulos previos de la saga Final Fantasy, había decidido continuar usando cartuchos para su próxima consola Nintendo 64. Esto derivó en un conflicto que llevó a Square a poner fin a su relación con Nintendo. En su lugar, anunciaron el 12 de enero de 1996 que desarrollarían Final Fantasy VII exclusivamente para la consola PlayStation de Sony. Los empleados de Square afirmaron que incluso 64DD carecía de la suficiente capacidad de almacenamiento para Final Fantasy VII, hubieran hecho falta como más de treinta discos de 64DD para albergar todos los datos del juego.

### Diseño

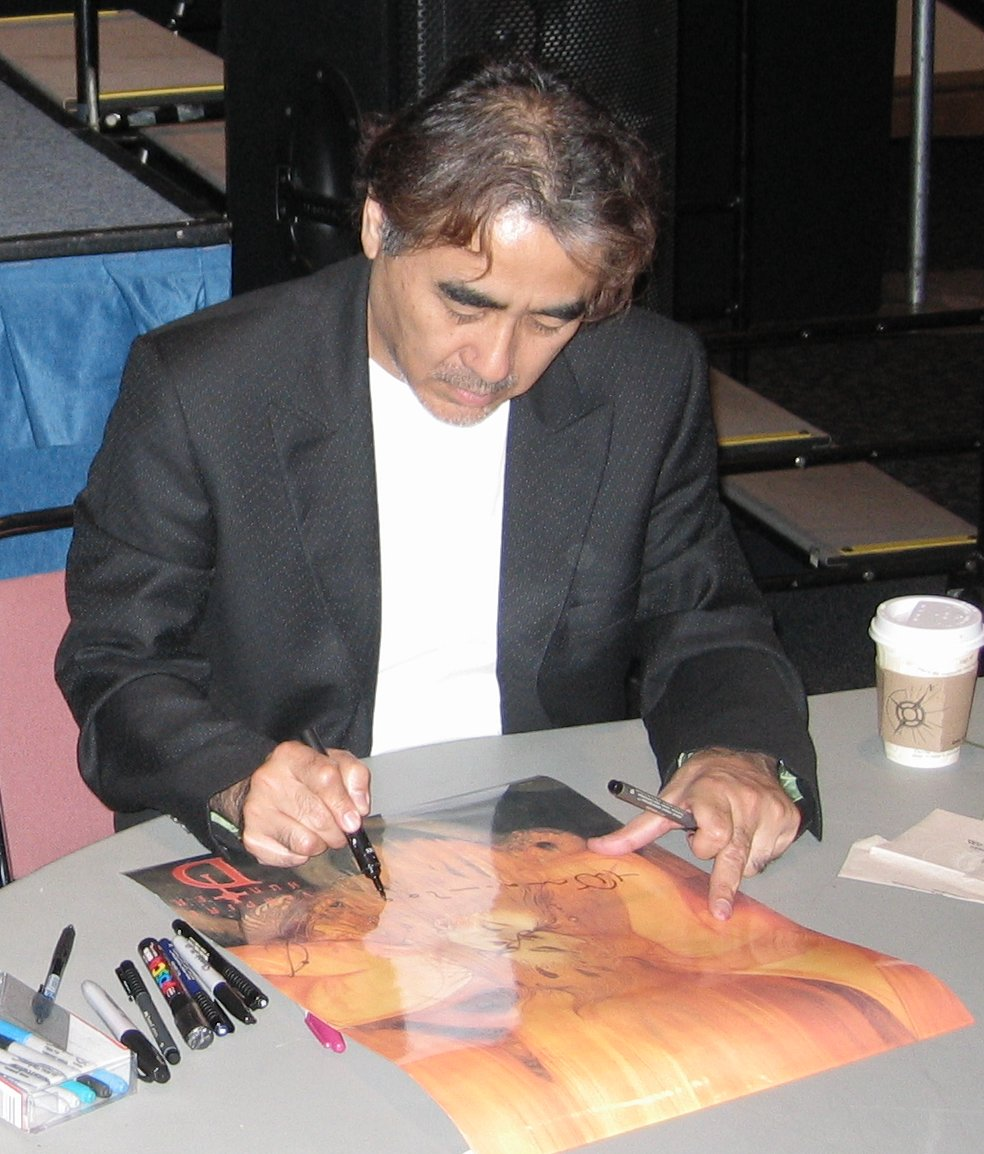
Yoshitaka Amano había sido el diseñador principal de personajes de la saga Final Fantasy aunque para la séptima entrega su labor fue secundaria.

Por primera vez desde que trabajó en Final Fantasy para Famicom, Sakaguchi priorizó la elaboración del sistema de juego sobre la historia, ya que la principal preocupación del equipo durante el desarrollo del juego era cómo implementar las 3D. La transición de los gráficos 2D a los entornos 3D superpuestos sobre fondos prerenderizados fue acompañado por un enfoque hacia una presentación más realista. Mientras que la capacidad extra de almacenamiento y los gráficos por computador le dieron al equipo los medios para implementar más de 40 minutos de secuencias FMV, esta innovación trajo consigo la dificultad añadida de asegurar que la diferencia entre las secuencias FMW y los inferiores gráficos del juego no fuera demasiado obvia. Kitase ha descrito el proceso de elaboración de entornos del juego tan detalladamente como sea posible como una "tarea de enormes proporciones". El veterano diseñador de personajes de la saga, Yoshitaka Amano, estaba atareado inaugurando talleres de arte y exhibiciones en Francia y Nueva York, lo que limitó su involucración en el juego. Esto resultó en que Tetsuya Nomura fuera asignado como el diseñador de personajes del proyecto, mientras que Amano ayudaba en el diseño del mapamundi del juego.
Varios de los diseños de Nomura cambiaron durante el desarrollo desde sus concepciones iniciales. Por ejemplo, se pretendía que el diseño original de Cloud de pelo negro peinado hacia atrás contrastara con el largo cabello plateado de Sefirot. Nomura temía, sin embargo, que tal masculinidad pudiera resultar impopular entre los aficionados, por lo que cambió el diseño de Cloud por el de un puntiagudo cabello rubio. Vincent cambió su rol de un investigador a un detective a un químico, y finalmente a la figura de un antiguo Turco de trágico pasado. Nomura confesó que el estilo de lucha de Cid Highwind se asemeja al de un Dragontino, una clase de personaje que fue elegida porque su apellido era el mismo de los dos Dragontinos que aparecieron anteriormente en la saga Final Fantasy, Ricard Highwind de Final Fantasy II y Kain Highwind de Final Fantasy IV.

### Música

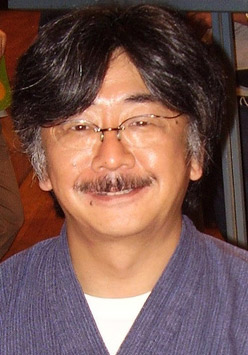
Nobuo Uematsu, compositor de la banda sonora de varias entregas de Final Fantasy.

La música de Final Fantasy VII fue compuesta, arreglada y producida por Nobuo Uematsu. En lugar de utilizarse música y efectos de sonido grabados para el juego, Uematsu optó por el formato de sonido secuenciado de PlayStation (similar al MIDI), usando el chip de sonido interno de PlayStation.
Final Fantasy VII fue el segundo juego de la saga (tras Final Fantasy VI) en incluir una pista con voces digitalizadas; en el tema "One-Winged Angel", que ha sido señalado como la "contribución más reconocida" de Uematsu a la música de la saga de Final Fantasy. Uematsu confesó que la banda sonora tiene un sentimiento de «realismo» que le sugería no abusar en la inclusión de melodías que se alejaran de esa atmósfera.

### Versión de Microsoft Windows
Una versión para PC fue desarrollada en las oficinas de Costa Mesa de Square. Square invirtió en una versión de PC para llegar a tantos jugadores como fuera posible, muchos consumidores occidentales no tenían una PlayStation y el trato con Sony no prohibía dicho port. Nunca antes habiendo lanzado un juego para PC, Square trató al port como un experimento de ventas. El port fue hecho por un equipo de 15 a 20 personas, principalmente de Costa Mesa, pero con ayuda de Tokio. Square no empezó a desarrollar la versión de PC hasta que terminó con la versión de consolas. El equipo necesitó reescribir un 80% del código del juego, debido a la necesidad de unificar lo que había sido un build personalizado para una consola escrito por varios miembros del personal. En consecuencia, los programadores se enfrentaron a problemas como tener que unificar los cinco motores de juego diferentes de la versión original de PlayStation, lo que provocó retrasos. En adición, lo que el equipo de Costa Mesa recibió no fue el código fuente de la versión lanzada al público, si no una versión más antigua llena de errores que ya habían sido arreglados en la versión final e incluso escenas que habían sido cortadas por ritmo y tono de la versión de PlayStation.

## Lanzamiento
A principios de agosto de 1996, un disco de demostración llamado «Square's Preview» fue publicado en Japón como material adicional incluido con el juego de PlayStation Tobal No. 1. El disco contenía la demo jugable más antigua de Final Fantasy VII además de adelantar material de otros juegos próximos en publicarse como Bushido Blade y SaGa Frontier. La demo permitía a los jugadores jugar a través de la primera parte de Midgar. Sin embargo, había diferencias notables con respecto a la versión final del juego, como el hecho de que Aeris estuviera en el grupo al inicio o la habilidad de usar invocaciones que todavía no habrían sido obtenidas.
El lanzamiento del juego en Norteamérica fue precedido por una masiva campaña publicitaria de tres meses, que consistió en tres anuncios de televisión de 30 segundos en las principales cadenas, un anuncio con una duración de un minuto en cines, una promoción veraniega de Pepsi, y publicidad impresa en revistas como Rolling Stone, Details, Spin, Playboy y cómic books publicados por Marvel y DC Comics. Se hicieron diversos añadidos al sistema de juego y a la historia para el lanzamiento estadounidense, como un intercambio más sencillo de Materia, flechas que indican las posibles salidas de los escenarios, y una escena extra, lo que provocó un relanzamiento en Japón bajo el título Final Fantasy VII International. El 18 de diciembre de 2012, esta versión fue relanzada como parte del paquete japonés Final Fantasy 25th Anniversary Ultimate Box.
En 1998, Final Fantasy VII fue adaptado para computadoras al sistema operativo Windows. Este relanzamiento presenta gráficos suavizados, además de subsanarse algunos errores de traducción y de tipografía —en el caso de la versión en español se corrigieron muy pocos— así como otros errores relacionados con el sistema de juego. No obstante, la versión PC sufrió de una calidad de audio empeorada debido al uso del formato MIDI y errores al visualizar algunas secuencias FMW cuando algunos chipsets renderizaban en modo hardware.
Además de los lanzamientos para PlayStation y PC, el juego fue publicado en la PlayStation Network en Japón el 10 de abril de 2009, en Norteamérica el 2 de junio de 2009, y en Europa y Australia el 4 de junio de 2009. El lanzamiento japonés es la versión International. El lanzamiento para PSN fue descargado 100,000 veces durante las dos primeras semanas que se puso a la venta, convirtiéndose en el juego de PlayStation más rápido en venderse en la PlayStation Network.

## Recepción

### Crítica
Desde su lanzamiento, Final Fantasy VII ha gozado de un gran éxito tanto a nivel comercial como en lo que respecta a las críticas por parte de la prensa. Se ha convertido en uno de los videojuegos más famosos, populares y valorados de la saga a nivel mundial, siendo uno de los máximos representantes de los juegos de rol para consola dentro y fuera de Japón. La gran popularidad de este juego ha hecho que Square-Enix haya producido diversas secuelas y precuelas englobadas en la serie Compilation of Final Fantasy VII.
Hasta septiembre de 2004, el videojuego llevaba vendidas 9,5 millones de copias en todo el mundo. En Japón y Estados Unidos batió récords de ventas y llevó el fenómeno JRPG a los europeos que, hasta ese tiempo, habían estado fuera del foco de atención de los jugadores.